# Mongol800
Mongol800 (Eigenschreibweise: MONGOL800, japanisch auch モンゴル はっぴゃく) ist eine japanische Punk-Band, die im Jahr 1998 in Urasoe auf Okinawa gegründet wurde.
Zur Diskografie zählen neun Studioalben, vier Kompilationen, vier Videoalben, eine Split-EP sowie vier Singleveröffentlichungen. Das Lied Chiisana Koi no Uta (jap. 小さな恋のうた) aus dem zweiten Album Message avancierte zum bekanntesten Stück der Band, obwohl dieses nie als Single herausgegeben wurde. Es wurde mehrfach gecovert, darunter von der japanischen Rockband Orange Range und dem US-amerikanischen Sänger Andrew W.K.

## Geschichte
Gegründet wurde die Gruppe, deren musikalischen Wurzeln im Punk liegen, im Jahr 1998 in der japanischen Stadt Urasoe auf Okinawa und bestand bis Juli 2020 in ihrer Ursprungsbesetzung bestehend aus dem Sänger und Bassisten Kiyosaku Uezo, dem Gitarristen Takashi Gima sowie dem Schlagzeuger Satoshi Takazato. Gitarrist Takashi Gima verließ im Juli 2020 die Gruppe nachdem er bereits im April des Vorjahres ankündigte, aufgrund gesundheitlicher Probleme eine Auszeit von der Musik zu nehmen. Als Session-Musiker wirkt seitdem der frühere Totalfat-Gitarrist Kuboty in der Band mit. Zu der Zeit der Bandgründung besuchten Uezo, Gima und Takazato noch die Oberschule.
Im August des Jahres 2000 erschien mit Go On as You Are das Debütalbum des Trios. Es erreichte Platz sechs der Oricon-Albumcharts in Japan. Bereits ein Jahr später folgte die Herausgabe des zweiten Studioalbums Message, welches zunächst lediglich regionale Aufmerksamkeit erfuhr. Nachdem ein Lied aus dem Album in einem Werbespot genutzt wurde, erhielt das Album Dank Mundpropaganda nationale Bekanntheit, sodass es im Folgejahr Platz eins der heimischen Albumcharts erreichen konnte. Laut einem Bericht des Time Asia aus dem Jahr 2003 konnte das Album zwischenzeitlich zwei Millionen Exemplare absetzen. Das auf diesem Album enthaltene Lied Chiisana Koi no Uta avancierte zu einem Signature Song der Gruppe, obwohl dieses nie als eigenständige Single veröffentlicht wurde. Es fungierte als Insertsong des 2007 im japanischen Fernsehen ausgestrahlten Dramas Operation Love, wurde mehrfach gecovert und später als Film umgesetzt. Zu den Musikern, die das Stück coverten zählen die Rockband Orange Range, die Synchronsprecherinnen Rie Takahashi und Manaka Iwami sowie der US-amerikanische Rocksänger Andrew W.K. Im Dezember 2021 berichtete Billboard Japan, dass Chiisana Koi no Uta die Marke von 100 Millionen Musikstreamings in Japan überschritten habe, womit es nach Hanabi von Mr. Children erst das zweite Lied aus den 2000ern ist, welches diesen Meilenstein erreichen konnte. Im Zuge des kommerziellen Erfolges des Albums erhielt die Gruppe Vertragsangebote von Majorlabels als auch eine Einladung zur Teilnahme am Kōhaku Uta Gassen, welche die Musiker allerdings allesamt ausschlugen.
Am 18. März 2004 erschien das dritte Studioalbum der Gruppe unter dem Titel 百々: Momo, welches ebenfalls in den Top-10 der japanischen Musikcharts landete. Dem folgte im August des Jahres 2006 das Album Daniel. Das fünfte Studioalbum Etc Works kam im Juli 2008 zum zehnjährigen Jubiläum der Gruppe auf dem japanischen Markt und enthielt musikalische Zusammenarbeiten mit anderen Musikern aus Okinawa. Genau ein Jahr später veröffentlichte die Band das sechste Werk Eight-Hundreds, welches in Japan Platz neun der Albumcharts erreichte. Im Mai 2011 folgte das Album Etc. Works 2. Es folgten die Veröffentlichungen der Alben Good Morning Okinawa, People People und Pretty Good! in den Jahren 2013. 2015 und 2016.
Im April 2021 wurde das dritte Album der Etc Works-Reihe auf dem Markt gebracht. Im Folgejahr folgte die Herausgabe einer Split-EP mit der Rockband Wanima. Im Juli 2023 erschien mit Last Paradise ein neues Musikalbum.
Die Gruppe tourte bereits mehrfach durch Japan Die Musiker spendeten Teile der Erlöse ihres Albums EtcWorks 2 für den Wiederaufbau der durch das Tōhoku-Erdbeben zerstörten Gebiete. Am 27. März 2021 war die Gruppe im Vorprogramm von Green Day zu sehen, die an diesem Tag in der Makuhari Messe spielten.

## Diskografie

### Alben
| Jahr | Titel Musiklabel                                     | Höchstplatzierung, Gesamtwochen, AuszeichnungChartsChartplatzierungen (Jahr, Titel, Musiklabel, Platzierungen, Wochen, Auszeichnungen, Anmerkungen) | Anmerkungen                                                                                         |
| Jahr | Titel Musiklabel                                     | JP | Anmerkungen                                                                                         |
| ---- | ---------------------------------------------------- | --- | --------------------------------------------------------------------------------------------------- |
| 2000 | Go On as You Are High Wave, Tissue Freak Records     | JP6 (89 Wo.)JP | Erstveröffentlichung: 8. August 2000                                                                |
| 2001 | Message High Wave, Tissue Freak Records              | JP1 (269 Wo.)JP | Erstveröffentlichung: 16. September 2001 Höchstplatzierung erst im April 2002 Verkäufe: + 2.000.000 |
| 2004 | 百々: Momo High Wave, Tissue Freak Records           | JP3 (26 Wo.)JP | Erstveröffentlichung: 18. März 2004                                                                 |
| 2006 | Daniel High Wave, Tissue Freak Records               | JP4 (18 Wo.)JP | Erstveröffentlichung: 8. August 2006                                                                |
| 2009 | Eight-Hundreds High Wave, Tissue Freak Records       | JP9 (20 Wo.)JP | Erstveröffentlichung: 8. Juli 2009                                                                  |
| 2013 | Good Morning Okinawa High Wave, Tissue Freak Records | JP7 (17 Wo.)JP | Erstveröffentlichung: 20. Februar 2013                                                              |
| 2015 | People People High Wave, Tissue Freak Records        | JP4 (14 Wo.)JP | Erstveröffentlichung: 19. August 2015                                                               |
| 2016 | Pretty Good!! High Wave, Tissue Freak Records        | JP12 (11 Wo.)JP | Erstveröffentlichung: 28. September 2016                                                            |
| 2023 | Last Paradise High Wave, Tissue Freak Records        | JP17 (3 Wo.)JP | Erstveröffentlichung: 12. Juli 2023                                                                 |

### Kompilationen
| Jahr | Titel Musiklabel                                               | Höchstplatzierung, Gesamtwochen, AuszeichnungChartsChartplatzierungen (Jahr, Titel, Musiklabel, Platzierungen, Wochen, Auszeichnungen, Anmerkungen) | Anmerkungen                           |
| Jahr | Titel Musiklabel                                               | JP | Anmerkungen                           |
| ---- | -------------------------------------------------------------- | --- | ------------------------------------- |
| 2008 | Etc.Works (Et cetera Works) High Wave, Tissue Freak Records    | JP13 (10 Wo.)JP | Erstveröffentlichung: 8. Juli 2008    |
| 2011 | Etc.Works2 High Wave, Tissue Freak Records                     | JP12 (10 Wo.)JP | Erstveröffentlichung: 18. Mai 2011    |
| 2013 | 800Best -simple is the BEST!!- High Wave, Tissue Freak Records | JP5 (40 Wo.)JP | Erstveröffentlichung: 23. Januar 2013 |
| 2021 | Etc.Works3 High Wave, Tissue Freak Records                     | JP35 (4 Wo.)JP | Erstveröffentlichung: 21. April 2021  |

### Tribute-Alben
| Jahr | Titel Musiklabel                               | Höchstplatzierung, Gesamtwochen, AuszeichnungChartsChartplatzierungen (Jahr, Titel, Musiklabel, Platzierungen, Wochen, Auszeichnungen, Anmerkungen) | Anmerkungen                            |
| Jahr | Titel Musiklabel                               | JP | Anmerkungen                            |
| ---- | ---------------------------------------------- | --- | -------------------------------------- |
| 2014 | 800Tribute -champloo is the Best!!- High Wave  | JP18 (6 Wo.)JP | Erstveröffentlichung: 8. Oktober 2014  |
| 2023 | 800Tribute -champloo is the Best!!2- High Wave | JP41 (3 Wo.)JP | Erstveröffentlichung: 25. Oktober 2023 |

### EPs
| Jahr | Titel Musiklabel          | Höchstplatzierung, Gesamtwochen, AuszeichnungChartsChartplatzierungen (Jahr, Titel, Musiklabel, Platzierungen, Wochen, Auszeichnungen, Anmerkungen) | Anmerkungen                                             |
| Jahr | Titel Musiklabel          | JP | Anmerkungen                                             |
| ---- | ------------------------- | --- | ------------------------------------------------------- |
| 2022 | Lovely Warner Music Japan | JP8 (5 Wo.)JP | Erstveröffentlichung: 22. Juni 2022 Split-EP mit Wanima |

### Singles
| Jahr                                                                                    | Titel Album                             | Höchstplatzierung, Gesamtwochen, AuszeichnungChartsChartplatzierungen (Jahr, Titel, Album, Platzierungen, Wochen, Auszeichnungen, Anmerkungen) | Anmerkungen                             |
| Jahr                                                                                    | Titel Album                             | JP | Anmerkungen                             |
| --------------------------------------------------------------------------------------- | --------------------------------------- | --- | --------------------------------------- |
| 2003                                                                                    | Yorokobi no Uta Stand-Alone             | JP1 (18 Wo.)JP | Erstveröffentlichung: 6. Dezember 2003  |
| 2008                                                                                    | Special Thanks!! Stand-Alone            | JP19 (7 Wo.)JP | Erstveröffentlichung: 3. Dezember 2003  |
| 2014                                                                                    | Okinawa Calling×Stand by Me Stand-Alone | JP40 (3 Wo.)JP | Erstveröffentlichung: 25. Juni 2014     |
| 2017                                                                                    | Takaramono Stand-Alone                  | JP39 (3 Wo.)JP | Erstveröffentlichung: 15. November 2017 |
| Folgende Lieder erschienen nur auf digitaler Ebene und sind daher nicht chartberechtigt |                                         | |                                         |
|                                                                                         |                                         | |                                         |
| 2022                                                                                    | Omo Uta ~ oya o omou Stand-Alone        | — | Erstveröffentlichung: 29. April 2022    |

### Videoalben
| Jahr | Titel Musiklabel                                                          | Höchstplatzierung, Gesamtwochen, AuszeichnungChartsChartplatzierungen (Jahr, Titel, Musiklabel, Platzierungen, Wochen, Auszeichnungen, Anmerkungen) | Anmerkungen                            |
| Jahr | Titel Musiklabel                                                          | JP | Anmerkungen                            |
| ---- | ------------------------------------------------------------------------- | --- | -------------------------------------- |
| 2007 | DVD800 Daniel’s Tour 2006 High Wave                                       | JP10 (14 Wo.)JP | Erstveröffentlichung: 10. Juli 2007    |
| 2010 | DVD800 Special Boxx!! High Wave                                           | JP10 (5 Wo.)JP | Erstveröffentlichung: 6. Oktober 2010  |
| 2014 | DVD800 Good Morning Okinawa Tour 2013-2014 High Wave                      | JP9 (5 Wo.)JP | Erstveröffentlichung: 30. April 2014   |
| 2019 | DVD800 20th Anniversary Final Monpati Hatachi at Nippon Budokan High Wave | JP20 (4 Wo.)JP | Erstveröffentlichung: 4. Dezember 2019 |